# Orpharion
Orpharion – dawny, strunowy instrument muzyczny rozpowszechniony w XVI i XVII wieku głównie w Anglii. Miał płaskie pudło rezonansowe z niskimi boczkami i falistymi krawędziami, których kształt porównuje się do krawędzi muszli przegrzebków. Długa szyjka z metalowymi progami, zwieńczona była płaską, zwężającą się ku końcowi, pudełkową komorą kołkową z poprzecznie zamocowanymi kołkami. Wyposażony był w 7 do 9, często zdwojonych w oktawach metalowych strun.
Orpharion był mniejszą wersją bandory i większą cytary; strojem odpowiadał lutni, z którą mógł być zamiennie wykorzystywany. Przykładowy strój 8-strunowego instrumentu: D-F-G-c-f-a-d1-g1. Opis techniki gry przedstawiony w 1596 przez Williama Barleya wskazuje, że metalowe struny orpharionu były naciągnięte luźno, uniemożliwiając grę akordową i dopuszczając jedynie delikatne szarpanie strun palcami.
Muzykolodzy zgodnie przypisują etymologię i konstrukcję orpharionu renesansowemu postulatowi powrotu do kultury antycznej, której symbolami w muzyce byli m.in. Orfeusz oraz muszla przegrzebka. Wynalazek orpharionu przypisuje się angielskiemu lutnikowi Johnowi Rose’owi. Pierwsza wzmianka o instrumencie pochodzi z poematu napisanego przez Michaela Draytona w 1590. Później pojawiał się w literaturze oraz w spisach inwentarzowych gospodarstw domowych tak często, że przypuszcza się, iż był równie popularny jak lutnia. Muzykę na orpharion komponowali m.in. Francis Cutting, John Dowland, Philip Rosseter, Peter Philips, Anthony Holborne, Edward Johnson oraz William Byrd.
Do współczesności zachowały się 3 egzemplarze orpharionu: najstarszym jest datowany na 1580 instrument wykonany przez Johna Rose’a; przechowywany jest on w prywatnych zasobach Helmingham Hall. Pozostałe znajdują się w Muzeum Historii we Frankfurcie nad Menem oraz w Muzeum Miejskim w Brunszwiku.